# Columbia (Suriname)
Columbia is een dorp in het district Saramacca in Suriname. Het ligt aan een doorgaande weg en aan de Saramaccarivier in het ressort Groningen.
Het dorp ontstond met de uitgifte van percelen tijdens het Engelse tussenbestuur in 1801. In 2013 was er een conflict tussen de burgers en de eigenaar van de grond van het dorp, de rooms-katholieke kerk. Het conflict werd door de Surinaamse regering opgelost door de grond te kopen.
Er wonen inheemse Karaïben. Tot 2016 werd het dorpsbestuur gedeeld met de Arowakse dorp Grankreek en het Karaïbische dorp Maho. Hierna kreeg elk dorp een eigen bestuur. Het dorpshoofd voor Columbia is Charles Comvalius (stand 2021).
Het dorp heeft een voetbalvereniging.